# Lijst van Nederlandse fanfareorkesten
Dit is een lijst van Nederlandse fanfareorkesten gesorteerd op gemeente of regio.

## A
- Christelijke Muziekvereniging "De Eendracht", Aalten
- Koninklijke Muzieksocieteit Aardenburgsche Fanfaren, Aardenburg
- Muziekvereniging "Door Samenwerking Sterk", Aarlanderveen
- Muziekvereniging de Kleine Trompetter / Wilhelmina, Abbenbroek
- Muziekvereniging "Door Wilskracht Sterk", Achterveld
- Fanfare St. Martinus Achtmaal, Achtmaal
- Fanfarekorps "Adorp", Adorp
- Muziekvereniging Juliana Aduard, Aduard
- Fanfare Eendracht, Afferden
- Fanfare "Helpt Elkander", Afferden

- Christelijke muziekvereniging "Soli Deo Gloria" Alblasserdam
- Fanfare Alem, Alem
- Fanfareorkest Wilhelmina Almelo
- Muziekvereniging "Vlijt en Volharding" Alphen (Noord-Brabant)
- Christelijke Muziekvereniging "Hosanna", Amersfoort
- Fanfare van het Korps Nationale Reserve, Amersfoort
- Muziekvereniging St. Caecilia America, America
- Fanfare "St. Caecilia", Ammerzoden
- Muziekvereniging Excelsior '64, Ammerstol
- Fanfare van de Eerste Liefdesnacht, Amsterdam
- Wittenburg's Fanfare Orkest, Amsterdam

- Andels Fanfare Corps, Andel
- Christelijke Muziekvereniging "Soli Deo Gloria" Ane
- Christelijke muziekvereniging "Sursum Corda", Andijk
- Muziekvereniging Excelsior Andijk
- Muziekvereniging Eendracht Apeldoorn
- Fanfare Sint-Clemens Arensgenhout
- Christelijke muziekvereniging Oranje, Assen
- Muziekvereniging "Ad Astra", Asperen
- Christelijke Muziekvereniging De Bazuin Augustinusga
- RK Fanfare "St. Joseph", Azewijn

## B
- Fanfare Eendracht Baarlo
- Fanfare Aurora, Baexem
- Christelijke Muziekvereniging "Excelsior", Baflo
- Muziekvereniging Sereno, Baflo
- Brabants Fanfare Orkest
- Fanfarekorps "Euterpe", Beetsterzwaag
- Chr. Muziekvereniging AMDG, Beilen
- Muziekvereniging Excelsior, Bergambacht
- Muziekvereniging Apollo, Bergum
- Burgumer Muziekvereniging Legato, Bergum
- Fanfare "St. Jozef", Beringe

- Muziekvereniging DHTSG, Door Hulp Tot Stand Gebracht, Berkenwoude
- Muziekvereniging "Kunst en Volharding", Beuningen (Gld)
- Christelijke Muziekvereniging CBS, "Combinatie Bierum Spijk", Bierum
- Fanfare Moed en IJver Blitterswijck
- Fanfare St. Cecilia Bocholtz, Bocholtz
- Fanfareorkest "Oranje", Bolsward
- Fanfare Sint-Cornelius, Borgharen
- Fanfareorkest "Oefening Baart Kunst", Brakel (Gld)
- Fanfare "Advendo", Broek op Langedijk

- Koninklijk Texels Fanfarekorps, Den Burg (Texel)
- Fanfare "St. Joseph", Broekhem-Valkenburg
- Fanfare Sint-Nicolaas Broekhuizen
- Fanfare Broekhuizenvorst en Ooyen, Broekhuizenvorst
- Muziekvereniging Harpe Davids Brunssum
- Fanfare Sint-Barbara Brunssum-Langenberg
- Fanfare Sint-Jozef Buchten
- Fanfare Excelsior Buggenum
- Drumfanfare Victoria, Bunnik

## C
- Fanfare St. Blasius, Cadier en Keer
- Fanfare Dorpsklank Castenray
- Muziekvereniging Emergo Castricum
- Fanfare Weldoen door Vermaak (WDV) Clinge

## D
- Fanfare "Crescendo", De Weere
- Drents Fanfare Orkest
- Muziekvereniging Jubal, Dedemsvaart
- Fanfarekorps "De Volharding", Deil
- Muziekvereniging Kunst voor het Volk, Den Haag
- Helders Fanfare Corps, Den Helder
- Muziekvereniging De Eendracht, Den Ilp
- Fanfare "Eendracht", Dieteren

- Christelijke Fanfarecorps "Psalm 150", Dinxperlo
- CMV Concordia, Drachten
- Muziekvereniging "Oefening Baart Kunst", Driebruggen
- Fanfare "Sint Cecilia", Doenrade
- Christelijke Muziekvereniging Oranje, Dokkum
- Fanfareorkest "Kunst na arbeid", Dordrecht
- Muziekvereniging "Crescendo", Dreischor
- Muziekvereniging "A.M.D.G.", Wehl gemeente Doetinchem

## E
- Fanfare "Irene", Ederveen
- Drumfanfare "EDG", Ermelo
- Fanfare Eendracht Eerbeek, Eerbeek
- Fanfare "Joost Wiersma" Eestrum
- Fanfare Egchel
- Fanfareorkest Wilhelmina Eindhoven, Eindhoven
- Fanfare Concordia Einighausen
- Fanfare "Ellona", Ell
- Fanfare Eendracht Maakt Macht, Elshout
- Fanfare De Maasgalm Elsloo, Elsloo

- Muziekvereniging Prins Willem-Alexander, Elst
- Fanfare "Laus Deo", Emmen
- Christelijk Fanfareorkest de Bazuin, Enschede
- Muziekvereniging "Excelsior", Ellecom
- Muziekvereniging "Crescendo", Elst (Utrecht)
- Muziekvereniging "Eensgezindheid", Egmond-Binnen
- Muziekvereniging "Lamoraal van Egmont", Egmond aan den Hoef
- Muziekvereniging "Sint Willibrordus", Esch
- Christelijke Muziekvereniging de Bazuin Ezinge (CMBE), Ezinge
- Muziekgezelschap De Eendracht Ezinge, Ezinge

## F
- Frysk Jeugd Fanfare Orkest (FJFO)
- Frysk Fanfare Orkest (FFO)

## G
- Fanfarecombinatie Pr. Juliana-Concordia Gameren/Nederhemert
- Fanfare "Tot Ons Genoegen", Garderen
- Fanfare St. Gertrudis Sint Geertruid, Sint Geertruid
- Muziekvereniging Prinses Marijke, Geldermalsen
- Gelders Fanfare Orkest
- Koninklijk erkend Gemonds Fanfarekorps Sint-Lambertus
- Fanfare Sint-Martinus Geulle
- Limburgs Fanfare Orkest Geulle
- Koningklijke Harmonie "St. Cecilia", Gilze
- Koninklijke Fanfare "Apollo", Goedereede
- Koninklijke Harmonie "Oefening en Uitspanning" Goirle
- Muziekvereniging SOS Goirle
- Fanfare Semper Avanti Grashoek

- Fanfare Jubilate Deo Groesbeek
- Fanfareorkest CWO, Groningen
- Provinciaal Jeugd Orkest Groningen, Groningen
- Christelijke Muziek Vereniging Oranje Grootegast
- Christelijke Muziekvereniging Excelsior Grijpskerk
- Fanfare Sint-Donatus Grijzegrubben
- Fanfare Sint-Caecilia Guttecoven
- Graafstrooms Fanfare, Brandwijk
- Fanfarekorps Na Lang Streven, 's-Gravendeel
- Fanfare Muziekvereniging "Willen Is Kunnen" Geffen

## H
- Marching and Cycling Band HHK, Haarlem
- Fanfare Juliana Haps (Noord-Brabant)
- Christelijke Muziekvereniging "Tot Ons Genoegen", 't Harde
- Christelijke Muziekvereniging "Soli Deo Gloria" Harfsen
- Fanfarecorps "Excelsior" Harskamp
- Hasselts Fanfare, Hasselt
- Arbeiders Muziekvereniging "Ontwaakt", Hattem
- Fanfare "Ons Genoegen", Hattem
- Fanfare "Christelijke Muziekvereniging Hattem", Hattem
- Drumfanfare T.T.H., Hazerswoude-Dorp
- Muziekvereniging "Door Eendracht Sterk", Hedel
- Fanfareorkest Caecilia, Heemskerk
- Koninklijke Fanfare St. Willibrord, Heeswijk
- Muziekvereniging "Euterpe" Heinkenszand
- Fanfare "Vooruitgang Is Ons Streven", Hoenderloo
- Fanfarecorps "H-S", Hoogezand
- Chr. Fanfarecorps "Juliana", Hoogezand
- Fanfareorkest "Sint Caecilia", Hoogland
- Koninklijke chr. muziekvereniging "Juliana-de Bazuin", Hollandscheveld
- Christelijke muziekvereniging "Wilhelmina", Hoogeveen

- Koninklijk Fanfarekorps Wilhelmina, Heerde
- Fanfare "Eendracht Maakt Macht", Heerjansdam
- Fanfare Sint-Caecilia Heerlen-Nieuw-Einde
- Koninklijke Fanfare "St. Joseph", Heerlerheide
- Fanfare Aurora, Heesch
- Koninklijke Fanfare "St. Willibrord", Heeswijk
- Fanfare St. Caecilia, Heeten
- Muziekvereniging St. Hubertus Hegelsom
- Fanfare Eendracht Maakt Macht Heijen
- Muziekvereniging Heikant, Heikant
- Muziekvereniging "Eensgezindheid", Heiloo
- Ons Genoegen, Heino
- Fanfare "St. Cecilia" Helden, Helden
- Muziekvereniging "Voorne & Putten", Hellevoetsluis
- Fanfare "St. Cecilia", Herten
- Muziekvereniging Wilhelmina, Herwijnen
- Gooisch Fanfare Orkest, Hilversum
- Fanfareorkest Leo, Hilversum

- Politiemuziekgezelschap Excelsior Hilversum
- Fanfare Sint-Gabriël, Hoensbroek
- Fanfare St. Cecilia, Hoeven
- Holtense Muziek Vereniging (HMV), Holten
- Fanfare Onze-Lieve-Vrouwe Gilde Holthees-Smakt
- Muziekgezelschap Juliana Holtum, Holtum
- Christelijke Muziekvereniging de Bazuin Holwerd
- Fanfare Wilhelmina, Hoogeloon
- Muziekvereniging "Kunst na Arbeid", Houten
- Fanfare "De Echo" Hout-Blerick
- Koninklijk erkende Fanfare Eendracht Huls-Simpelveld
- Koninklijke Fanfare "Sint Caecilia", Hulsberg
- Fanfare Eendracht Hummelo
- Fanfare St. Cecilia Hunsel
- Door Eigen Kracht, Den Hoorn (Texel)
- Muziekvereniging St. Caecilia, 's-Heerenhoek

## I
- IJsselsteins Fanfareorkest Excelsior, IJsselstein
- Ilpendams fanfare
- Christelijke Muziekvereniging Studio It Heidenskip
- Fanfare Sint-Martinus Itteren
- Fanfare Concordia Ittervoort
- IJmuiderHarmonie
- Muziekvereniging In Corpore, Wagenborgen
- Christelijk Fanfarekorps IJsselmonde (CFIJ), IJsselmonde Rotterdam

## J
- Koninklijke Fanfare "St. Caecilia", Jabeek
- Muzykforiening "Joost Wiersma", Eestrum
- CMV Jouster Fanfare Orkest, Joure
- Muziekvereniging Kunstzin, Julianadorp

## K
- Het Kamper Trompetter Korps, Kampen
- Christelijke muziekvereniging Door Vriendschap Sterk, Katwijk
- Fanfare Eendracht Maakt Macht, Koningslust
- Fanfare "St. Liduina", Kelpen-Oler
- Kerkraads Fanfare Orkest, Kerkrade
- Fanfare de Volharding, Kerkwijk
- Koninklijke Fanfare Maasoever, Kessel (Limburg)
- Muziekvereniging Heide Echo, Knegsel
- Muziekvereniging "Amicitia", Kortenhoef
- Fanfare "Monte Corona", Kronenberg en Evertsoord
- Kon. Muziekvereniging Fanfare Venlo, Venlo
- Fanfare "Onderling Genoegen", Krommenie
- Koninklijke Harmonie "Eendracht Maakt Macht", Kruiningen

## L
- Fanfare "Victoria", Rimburg, Landgraaf
- Koninklijke Fanfare "Aloysiana", Schaesberg, Landgraaf
- Arti Et Religioni, Langeraar
- Christelijk Fanfareorkest Wilhelmina Leens
- Koninklijke Stedelijke Muziekvereniging Kunstliefde & Vriendschap, Leerdam
- Fanfare "Concordia", Leveroy
- Fanfare "Vriendenkring", Limbricht
- Limburgs Fanfare Orkest
- "Linfano" (Linschotens FanfareOrkest), Linschoten
- Fanfare Sint Lambertus, Lith
- Fanfareorkest Muziekvereniging "Kunst Na Arbeid", Lunteren
- Fanfareorkest Melodia, Luttelgeest
- Lytse Súdwesthoeke Stavoren Warns eo

## M
- Fanfare "Eensgezindheid", Maasbracht-Beek
- Fanfare Sint Aldegondis Maasbree
- Fanfare "St. Cecilia", Maashees
- Jeugdorkest "BMBM", Maashees
- Fanfare "St. Cornelius", Borgharen, Maastricht
- Rooms-Katholieke Wiekerfanfare "St. Franciscus", Maastricht
- Mestreechter Fanfaar St. Joezep, Maastricht
- Fanfare st. Servatius, Maastricht
- Fanfare Juliana Limmel Maastricht
- Christelijke Muziekvereniging "Harmonie", Marum
- Fanfare "Eendracht", Meerlo

- Fanfare "St. Joseph", Meers
- Vereniging Fanfare Constantia, Menaldum
- Christelijke muziekvereniging "De Bazuin", Meppel
- Fanfare "St. Joseph", Merkelbeek
- Fanfare "St.Oda", Merselo, Venray
- Muziekvereniging Concordia Meterik, Horst
- Fanfare "St. Caecilia", Middelaar
- Fanfare "Crescendo", Milsbeek
- Muziekvereniging V.I.O.S., Mijdrecht
- Christelijke Muziekvereniging Oranje Minnertsga

- Fanfare "Ons Genoegen" (sinds 1896), Millingen aan de Rijn
- Fanfare "St. Cecilia", Millingen aan de Rijn
- Muziekvereniging "Olympia/Con Brio", Monnickendam
- Koninklijke Fanfare De Vriendenkring, Montfort
- Fanfare "Juliana", Munstergeleen
- Christelijke Muziekvereniging "Tida Kira", Munnekezijl/Lauwerzijl
- Muziekvereniging "De Fanfare", Markelo

## N
- Nationaal Jeugd Fanfareorkest (NJFO)
- Noord-Hollands Jeugd Fanfare Orkest (NHJFO)
- Fanfare "De Eendracht", Neer
- Muziekkorps "St. Callistus", Neerbeek
- Fanfare "St. Gregorius", Nibbixwoud
- Fanfare Korps "Eendracht", Nieuwenhagerheide

- Koninklijke Fanfare Apollo, Nieuw-Lekkerland
- Muziekvereniging Crescendo (Nieuwveen)
- Muziekvereniging ONDA, Nieuw- en Sint Joosland
- Nijkerks Stedelijk Fanfare Corps, Nijkerk Gld.
- Concordia, Nijkerkerveen
- Fanfare "St. Lambertus", Nistelrode

- Fanfarekorps Apollo Noord-Scharwoude
- Muziekvereniging "Kunst na Arbeid", Noord-Scharwoude, Langedijk
- Muziekvereniging "St. Jeanne d'Arc", Noordwijkerhout
- Jeugddrumfanfare "De Stefaantjes", Nijmegen
- Drumfanfare Michaël, Nijmegen
- Fanfare "De Scheldezonen", Nieuw-Namen

## O
- Fanfare "St. Wiro", 't Reutje
- Muziekvereniging "Ons Genoegen", Oirlo
- Muziekvereniging "Ons Genoegen" Rockanje
- Christelijke Muziekvereniging Concordia (CMV), Oldebroek
- Christelijke muziekvereniging Juliana, Oldehove
- Christelijke muziekvereniging "Soli Deo Gloria", Ommen
- Kristlike Musykferiening "Wilhelmina" Easterein, Oosterend
- Fanfarekorps Ons Ideaal, Oosterwierum
- Muziekvereniging Tavenu, Opperdoes

- Muziekvereniging Hartog, Oss
- Muziekvereniging Oefening Baart Kunst, Otterlo
- Fanfare Concordia Oud-Caberg, Maastricht
- Fanfare-orkest "Looft den Heer", Oudega
- Christelijke Muziekvereniging "Eendracht maakt macht", Oudega
- Fanfare "Vriendenkring", Overloon
- Christelijke muziekvereniging "Excelsior", Oosterend (Texel)
- Muziekvereniging Excelsior, Oosterhesselen

- Muziekvereniging Excelsior, Oostzaan
- Christelijke muziekvereniging "Concordia", Oldebroek
- Christelijke muziekvereniging "David", Oosterwolde gld
- Muziekvereniging "Vlijt en Volharding", Oost–Souburg (Zld)
- Christelijke Muziekvereniging "De Vrije Fries", Oudehorne
- Gastelse Fanfare Oud-Gastel
- Oud-Vossemeers' Muziekvereniging, Oud-Vossemeer

## P
- Koninklijke fanfare St. Caecilia Puth
- Fanfare Kunst en Vriendschap Partij-Wittem
- Fanfare St. Joseph (Pey)
- Fanfareorkest "Pius X", Poeldijk
- Muziekvereniging Kunst Na Arbeid, Purmerend

## R
- Fanfare "Les Amis Réunis", Ransdaal
- Fanfare "St. Franciscus", Reijmerstok
- Muziekvereniging Volharding Rhoon
- Muziekvereniging Harmonie Slikkerveer, Ridderkerk
- Fanfare "Victoria", Rimburg
- Fanfare "Oranje", Roden
- Fanfare "St. Cornelius 't Katoenen Dorp", Roermond
- Fanfare "St. Laurentius", Leeuwen, Roermond
- Fanfare "Onze Lieve Vrouw in 't Zand", Roermond
- Fanfare Reünie-Orkest Limburgse Jagers, Roermond
- Fanfare "De Maasoever", Roosteren (Limburg)
- Fanfare "Juliana", Rossum (Gelderland)
- Fanfare "Christelijk Fanfarecorps IJsselmonde", Rotterdam
- Fanfare "Sempre Sereno" Ruinerwold (Drenthe)
- Harmonie "Muziek en Vriendschap", Riel
- Drumfanfare "Eendracht Maakt Macht" (E.M.M.), Rijen

## S
- Muziekvereniging "Concordia", Schaijk
- Fanfare "St. Caecilia", Schalkwijk
- Muziekvereniging Kunst Na Arbeid Schijf
- Fanfare "St. Caecilia", Schimmert
- Koninklijke Fanfare "St. Caecilia", Puth
- Muziekvereniging "De Bazuin", Schoonebeek
- Muziekvereniging "TAVENU", Schoonhoven
- Fanfare "St. Caecilia", Simpelveld
- Fanfare "St. Gertrudis", Sint Geertruid
- Fanfare "St. Jan", Sint Jansteen

- Koninklijke Fanfare Accelerando, Sint-Annaland
- Muziekvereniging Euterpe, Sint-Maartensdijk
- Fanfare "Nos Jungit Apollo" Sint Oedenrode
- Muziekvereniging Concordia, Sint-Philipsland
- Muziekcorps "St. Barbara", Sanderbout, Sittard
- Fanfare "St. Caecilia", Broeksittard, Sittard
- Fanfare "St. Jan", Leyenbroek, Sittard
- Fanfare Berg en Dal, Slenaken
- Christelijke muziekvereniging "Harmonie", Sneek
- Chr. Muziekvereniging CBS, "Combinatie Bierum Spijk", Spijk
- Concordia, Spoordonk
- Fanfare- en tamboerkorps Sirena, Sprang-Capelle

- Fanfare "De Eendracht, St. Willebrord
- Christelijke fanfare "Jehova Nissi", Stedum
- Société St. Martin Fanfare de Stein, Stein
- Fanfare-Orkest "De Hoop", Stellendam
- Fanfare "Studio" Stiens
- Fanfare "De Vooruitgang", Stiphout
- Fanfare Juliana Stompwijk, Stompwijk
- Fanfare "St. Willibrordus", Stramproy
- Muziekvereniging "OKK", Streefkerk
- Fanfare Vriendenkring Swolgen
- Muziekvereniging Stêd Sleat, Sloten

## T
- Drum- en Showband Adest Musica, Teylingen
- Drumfanfare "De Groeseindse Jagers", Tilburg
- Muziekvereniging Tamarco, Leiderdorp
- Drumfanfare "VOLT", Tilburg
- Muziekvereniging "Woldhoorn", Tolbert
- Koninklijk Fanfarekorps "West-Frisia", Twisk
- Christelijke Muziekvereniging "De Bazuin", Tzummarum
- Fanfare "Excelsior", Terhole
- Reünieorkest Trompetterkorps der Cavalerie, Amersfoort
- Trompetterkorps der Koninklijke Marechaussee, Apeldoorn
- Muziekvereniging "Ons Genoegen", Terwolde
- Muziekvereniging "Excelsior", Twello

## U
- Fanfare "St. Cecilia", Ubachsberg
- Muziekvereniging "Juliana", Uddel
- Koninklijke Fanfare "Concordia", Ulestraten
- Fanfare St. Martinus Urmond
- Fanfare Christelijke muziekvereniging "De Bazuin", Uithuizen
- Fanfare Arbeidersmuziekvereniging "Opwaarts", Uithuizen
- Fanfare muziekver. "S.D.G.", Uithuizermeeden
- Show-drumfanfare "St. Hubertus", Ulft
- Zuilens Fanfare Corps, Utrecht

## V
- Vaassens fanfare corps, Vaassen
- Fanfare EMOS, Valkenswaard
- Muziekvereniging VIVO, Veessen
- Muziek Vereniging Venhuizen, Venhuizen NH
- Koninklijk Erkend Stedelijk Fanfare Orkest Nieuw Leven, Vianen
- Fanfare Wilhelmina Vlodrop
- Fanfare Wilhelmina, Volendam
- Vollenhoofsch Fanfare, Vollenhove
- Muziekvereniging "st. Cecilia", Voorhout
- Muziekvereniging Laurentius Voorschoten, Voorschoten
- Muziekvereniging "Veere's Genoegen", Veere
- D.E.S. Everdingen, Vijfheerenlanden
- Fanfarekorps Koninklijke Landmacht "Bereden Wapens", Vught
- Drumfanfare Showorkest Deltaband, Vlissingen
- Fanfare "Wilhelmina", Vlierden
- vLS, van Limburg Stirum korpsen, Wezep

## W
- Christelijke muziekvereniging "Wilhelmina" Leens
- De Lytse Súdwesthoeke Warns, Stavoren e.o
- Muziekvereniging "Crescendo", Wedde
- Muziekvereniging “Melodia”, Wijckel
- Muziekvereniging "Viribus Unitis", Wilnis
- Christelijke Muziekvereniging "Eendracht", Winterswijk
- Fanfare/drumband "Sint Willibrordus", Wintelre
- Muziekvereniging "Nooit Gedacht", Windesheim

- Koninklijke fanfare "Ons Genoegen" Wijdenes
- Koninklijke Erkende Fanfare "St. Caecilia", Wijnandsrade
- Muziekvereniging "Na Arbeid Gezelligheid", Weurt
- Koninklijke Fanfare ULTO, Winssen-Ewijk
- Harmonie de Vriendschap, Woerden
- Christelijke Muziekvereniging "De Harmonie", Winschoten
- Christelijke Muziekvereniging de Bazuin, Winsum (GR)

- Muziekgezelschap Triton, Winsum (GR)
- Wognumse Fanfare- & Drumbandvereniging "Ons Genoegen", Wognum
- Fanfarecorps Excelsior Woerden, Woerden
- Koninklijk Erkende Muziekvereniging "Irene", Werkendam

## Z
- Zaandijks Fanfare Corps, Zaandijk
- Chr. Muziekvereniging "Oranje", 't Zandt
- Drumfanfare Jonathan, Zeist
- Fanfare Union Zelhem, Zelhem
- Fanfarecorps Zuiderwoude, Zuiderwoude
- "St. Jan's" Fanfare, Zoeterwoude
- Christelijke Muziekvereniging "De Harmonie", Zutphen
- "Kunst Na Arbeid", Zuid-Scharwoude
- KNAL Zuid-Scharwoude
- Muziekvereniging "Sint Caecilia", Zwaag
- Muziekvereniging "Ons Genoegen", Zwaagwesteinde
- Muziekvereniging "Elkander Getrouw", Zwartebroek
- Christelijke Muziekvereniging Crescendo, Zuid-Beijerland
- Koninklijke Muziekvereniging Veronica, Zuidzande
- Christelijke Muziekvereniging Luctor et Emergo, Zoutelande
- Muziekvereniging "Kunst en Vriendschap", Zoetermeer
- Muziekvereniging "Excelsior Westenholte", Zwolle
- Muziekvereniging “Kunst na Arbeid”, Zwolle